# Emil Müller-Ettikon

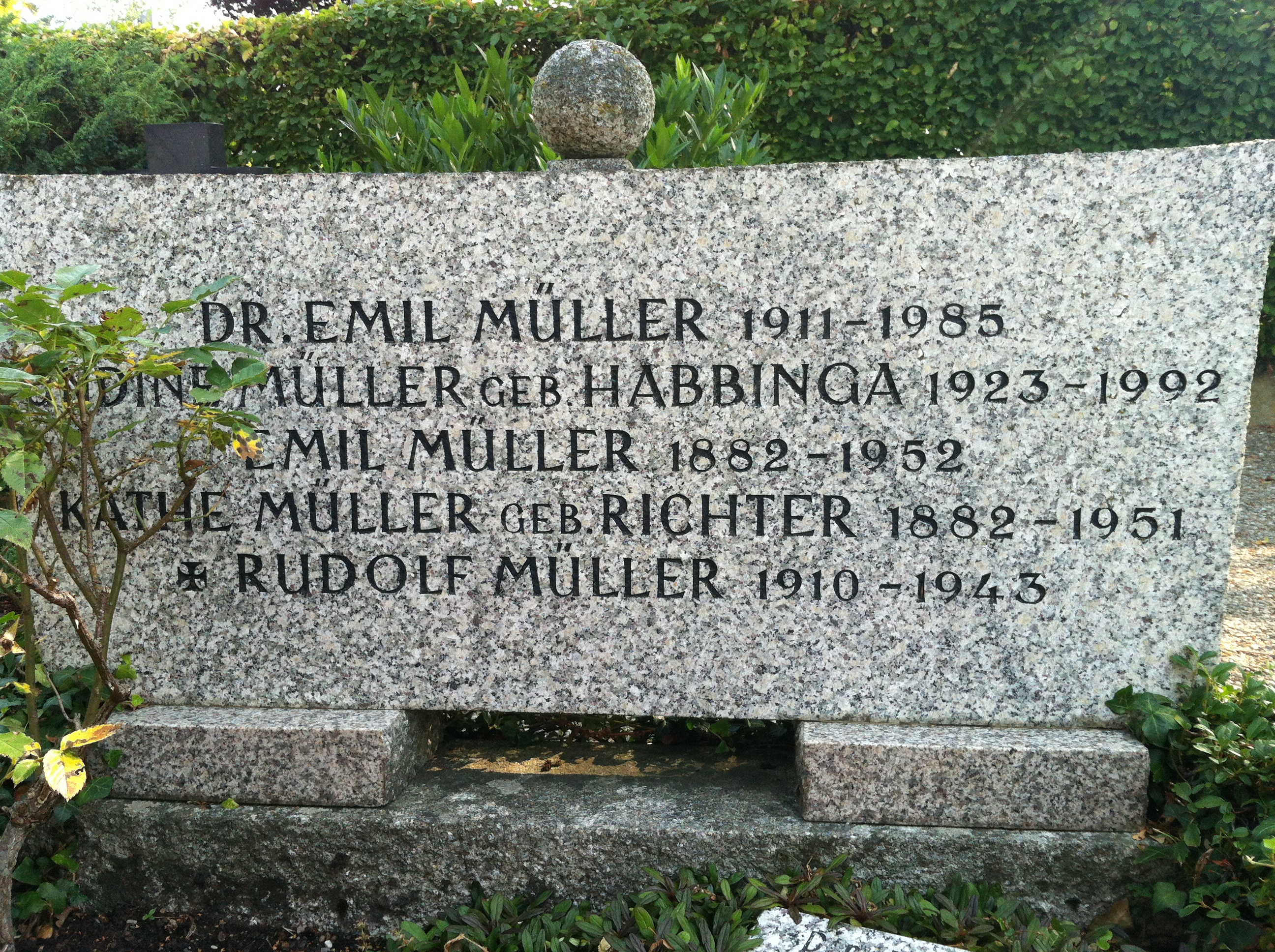
Grabstein bei der Bergkirche in Kadelburg

Emil Müller-Ettikon, eigentlich Emil Müller, (* 28. Dezember 1911 in Sindolsheim; † 14. Februar 1985 in Ettikon) war ein deutscher Oberstudienrat, Autor und Heimatforscher.

## Leben
Emil Müllers Vater, ein Land- und Gastwirt, pachtete 1920 den Ettikoner Hof, einen Wirtschaftshof der Lonza-Werke in Ettikon. Mit 16 Jahren veröffentlichte er sein erstes Gedicht im Alb-Boten. Nach dem Abitur 1932 am Gymnasium Waldshut studierte er in verschiedenen Fächern in Heidelberg, Berlin und Genf. In Freiburg studierte er am von Wilhelm Kapp neugegründeten Institut für Zeitungswissenschaft, hier promovierte er und habilitierte sich. Als designierter Nachfolger legte er das Staatsexamen als Philologe ab. Danach war er Studienreferendar am Suso-Gymnasium in Konstanz. Während des Krieges war er Nachrichtendolmetscher in Frankreich und Italien und kam in Kriegsgefangenschaft. Zurückgekehrt bewirtschaftete er den Ettikoner Hof, da sein älterer Bruder gefallen war. 1948 heiratete er und begann den Schuldienst am Hochrheingymnasium Waldshut. 1971 ernannte ihn die Gemeinde Kadelburg zum Ehrenbürger. Er war 1974 Mitbegründer des Geschichtsvereins Hochrhein und später Ehrenmitglied. Weiter war er Mitglied des Reitvereins Tiengen, wo er die Voltigiergruppe gründete, und des Küssaberg-Bundes. Seine schriftstellerischen und lokal- und regionalhistorischen Arbeiten umfassen neben zahlreichen Artikeln in Zeitungen rund zwei Dutzend größere Werke.

## Werke und Schriften
- Robespierre, Revolutionär und Redner, Schriftenreihe „Zeitung und Leben“, Band 42, 1937.
- Kleine Reise nach Venedig, 1954.
- Dr. Balthasar Hubmaier, der Pfarrer von Waldshut, 1955.
- Aus der Geschichte des Dorfes Kadelburg, 1956.
- Ritter Steinmair, Minnesänger und Bürger von Waldshut. Eine Studie, 1960.
- Der Bauernkrieg im Kreis Waldshut, 1961.
- Entschuldigung und Klage der Stadt Waldshut. Ein Jahrzehnt Waldshuter Geschichte 1520–1530, 1962.
- Über das Dorf Kadelburg und seine Vergangenheit, 1964.
- Zurzachs Beziehungen zu Kadelburg, In Jahresschrift 1964 der Historischen Vereinigung Zurzach.
- Heinrich Hansjakob in Waldshut. Verlag Zimmermann. 1964.
- Johannes Marder, Waldshut. Selbstverlag.
- Die Salpeterer, Freiburg im Breisgau. Schillinger, 1979.
- Zwei ungleiche Freunde. Zum 100. Geburtstag von Adolf Glattacker (30. Juni 1878) und Hermann Strübe-Burte (15. Februar 1879). In: Badische Heimat, 1979.
- Der Schwarzmichel, Rombach, 1980.
- Kurzer Überblick über die Geschichte Küssabergs, Verlag Zimmermann, Waldshut, 1981.
- Meister Adolf Glattacker erzählt (Autobiografie). Originalausgabe: Friedrich Resin, Weil am Rhein 1974; Neuausgabe: Resin, Binzen 1996, ISBN 3-923066-41-4